# Hamed Behdad
Hamed Behdad (persan : حامد بهداد, né le 28 octobre 1973 à Mashhad, Iran) est un acteur iranien,.

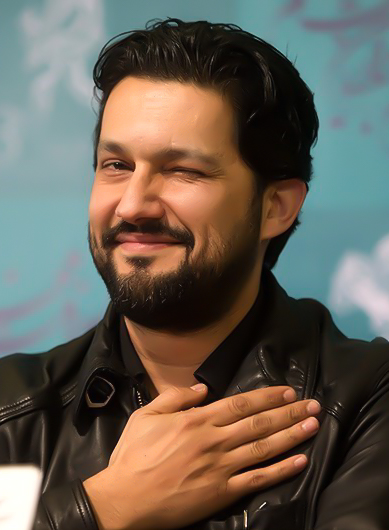
Behdad au 33e Festival international du film de Fajr (2015).

## Début de la vie
Hamed Behdad est né le 17 novembre 1973 à Mashhad, en Iran,. Il a vécu son enfance et sa jeunesse successivement à Mashhad, Téhéran et Nishabur,.
Behdad est retourné dans sa ville natale, Mashhad, avec sa famille lorsqu'il était en première année de lycée. Il est titulaire d'une licence en art dramatique de l'Université islamique Azad de Téhéran, en Iran.

## Carrière
Behdad a été introduit au cinéma iranien avec le film "End of Game". Il a ensuite été nommé pour le Crystal Simorgh au Fajr Film Festival pour le meilleur premier acteur pour ce film.
Behdad a joué le rôle d'un officier de l'armée irakienne dans le film Third Day en 2006. Dans ce rôle, il tombe amoureux d'une jeune fille iranienne qui vivait à Khoramshahr, où se trouvait le siège de l'Irak à cette époque. Pour la deuxième fois, il est nommé pour le prix Crystal Simorgh au 25e Festival du film Fajr. Il a joué son rôle dans ce film de manière si impressionnante qu'il a attiré l'attention de tous les cinéastes et critiques contemporains.

## Filmographie

### Cinéma
- Fin du jeu (2001)
- Cette femme ne parle pas (2001)
- Boutique (2002)
- Café Setareh (2005)
- Troisième jour (2006)
- Tous les soirs seul (2007)
- Ruz-e-sevom (2007)
- Tasvie hesab (2007)
- Delkhun (2009)
- Les chats Persans (2009)
- Crime (2010)
- Adamkosh (2010)
- Sa'adat abad (2010)
- Orange sanguine (2010)
- Narenji poush (2012)
- Fin escaliers  (2012)
- Be Faseleh Yek Nafas (2012)
- Impatience Bita (2012)
- Che Khobe Bargashti (2013)
- Zendegi Jaye Digari Ast (2013)
- Brouillons (2014)

### Séries télévisées
- Dernière invitation (2009)
- Chute libre (2011)